# Viktoriaplatsen

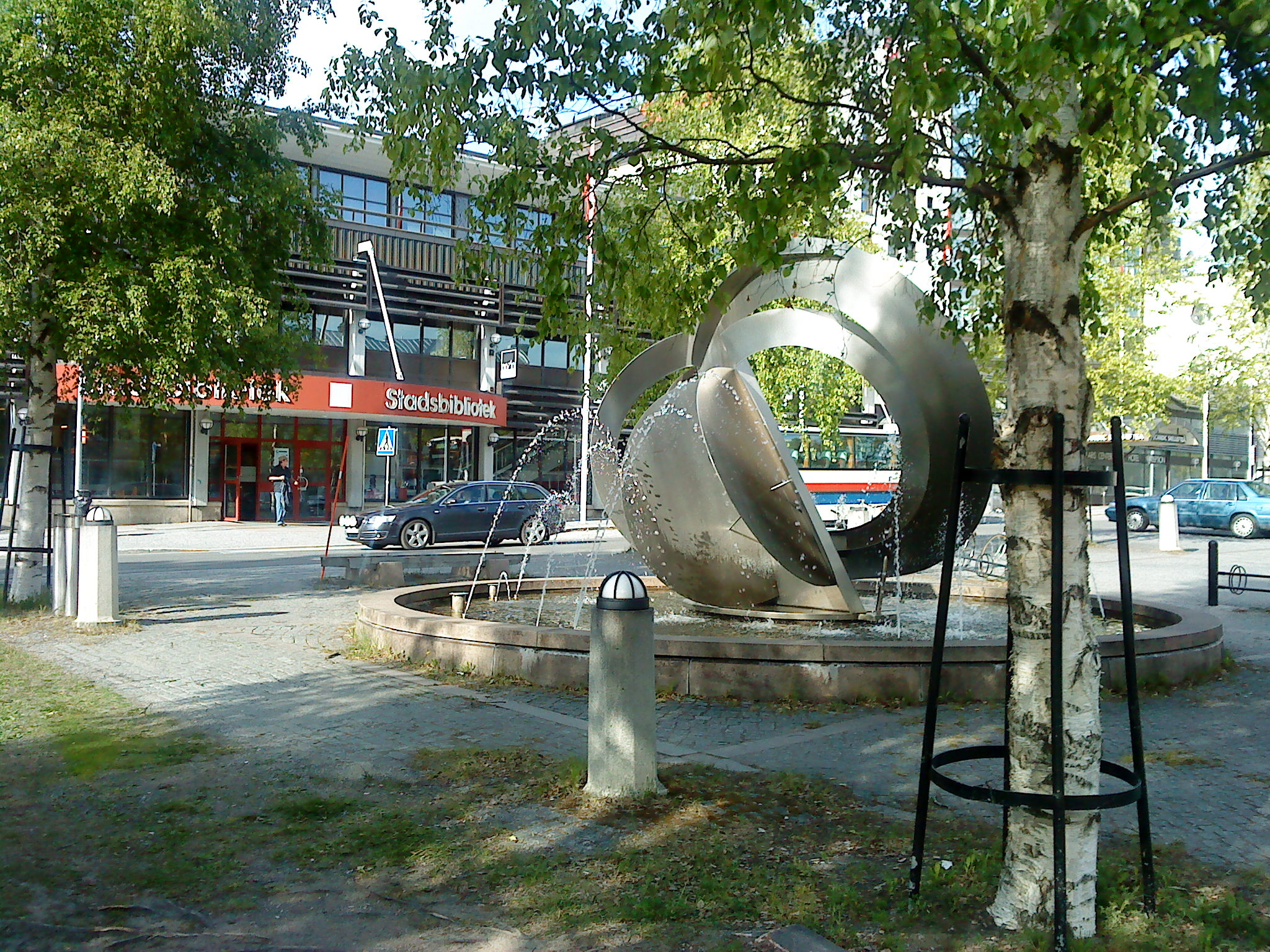
Viktoriaplatsen med Solkrets, juni 2010.

Ej att förväxlas med Viktoriaplan i Huskvarna
Viktoriaplatsen i Skellefteå är en öppen plats som utgör Kanalgatans östra ände. Viktoriaplatsen omges av Scandic hotel, Kanalskolan och Skellefteå Krafts huvudkontor samt E4. Viktoriaplatsen har fått sitt namn efter Viktoriaesplanaden som har fått sitt namn efter Victoria av Baden.
Sedan 1989 pryds Viktoriaplatsen av skulpturen Solkrets av konstnären Elli Hemberg. Den är lokalt tillverkad av Skellefteå Rostfria i borstad syrafast plåt.